# New Auburn (Minnesota)
New Auburn es una ciudad ubicada en el condado de Sibley en el estado estadounidense de Minnesota. En el Censo de 2010 tenía una población de 456 habitantes y una densidad poblacional de 253,69 personas por km².

## Geografía
New Auburn se encuentra ubicada en las coordenadas 44°40′22″N 94°13′56″O / 44.67278, -94.23222. Según la Oficina del Censo de los Estados Unidos, New Auburn tiene una superficie total de 1.8 km², de la cual 1.8 km² corresponden a tierra firme y (0%) 0 km² es agua.

## Demografía
Según el censo de 2010, había 456 personas residiendo en New Auburn. La densidad de población era de 253,69 hab./km². De los 456 habitantes, New Auburn estaba compuesto por el 91.45% blancos, el 0% eran afroamericanos, el 0% eran amerindios, el 0% eran asiáticos, el 0% eran isleños del Pacífico, el 6.8% eran de otras razas y el 1.75% pertenecían a dos o más razas. Del total de la población el 12.5% eran hispanos o latinos de cualquier raza.